# NGC 6977
NGC 6977 في الفهرس العام الجديد، هي مجرة، تقع في كوكبة الدلو. اكتشفت في 20 يوليو 1863 بواسطة ألبرت مارث.

## روابط خارجية
- NGC 6977 على موقع ويكي سكاي: DSS2, SDSS, GALEX, IRAS, Hydrogen α, X-Ray, Astrophoto, Sky Map, Articles and images